# Akamkpa
Akamkpa es una localidad del estado de Cross River, en Nigeria, con una población estimada en marzo de 2016 de 200 100 habitantes.
Se encuentra ubicada en el extremo sureste del país, junto a la frontera con Camerún.